# الكافية الشافية
الكافية الشافية هو كتاب في النحو والصرف، كتبه النحوي محمد بن عبد الله بن مالك. وقد اختصره ابن مالك في المنظومة المعروفة بألفية ابن مالك سماها الخلاصة.